# Lago di Gala
Il lago di Gala (in turco: Gala Gölü, noto anche come Çeltik Gölü o Yala Gölü) è un lago d'acqua dolce situato nella regione del delta del fiume Meriç, in provincia di Edirne, a circa 7 km a nord-est del centro di Enez. La sua superficie, precedentemente più ampia, si è ristretta a causa di lavori di drenaggio. Gli ecosistemi delle zone umide, del lago e della foresta, comprendono varie specie di fauna selvatica e in particolare 111 specie di uccelli in pericolo di estinzione o rare, soprattutto il Pellicano crespo (Pelecanus crispus), il mignattaio (Plegadis falcinellus) e il marangone minore (Mycrocarbo pygmeus). Il lago si trova all'interno dei confini del Parco Nazionale del Lago di Gala.